# محمد أمين وضاحي
محمد أمين وضاحي ملاكم جزائري من مواليد 8 جويلية 1987 

## انجزاته
كان بطل أفريقيا في ياوندي في عام 2011 في فئة وزن الديك، شهد أيضا من قبل الهواة الميدالية البرونزية في ألعاب البحر الأبيض المتوسط في بيسكارا في عام 2009
وصل إلى الدور الربع النهائي في أولمبياد لندن 2012 في وزن (56 كلغ)

## روابط خارجية
- محمد أمين وضاحي على موقع أوليمبيديا (الإنجليزية)